# Tomáš Halík
Tomáš Halík (Praga, 1 de junio de 1948) es un sacerdote católico, filósofo y profesor universitario checo, ganador en 2014 del premio Templeton. 
Licenciado en sociología, filosofía y psicología en la Facultad de Filosofía de la Universidad Carolina de Praga. Estudió teología en la clandestinidad en Praga y después de 1989 llevó a cabo estudios de postgrado en la Universidad Pontificia Lateranense de Roma y en la Pontificia Facultad Teológica de Wroclaw.
Durante el período comunista, se le prohibió la enseñanza universitaria y fue perseguido por la policía secreta como "enemigo del régimen". Trabajó como psicoterapeuta de adictos a las drogas. 
Fue ordenado sacerdote clandestinamente en Erfurt, en 1978, y trabajó en la "Iglesia subterránea", donde fue uno de los colaboradores más cercanos del cardenal Tomášek. Cooperó estrechamente con el futuro presidente Václav Havel y, después de 1989, se convirtió en uno de sus asesores. 
Después de la caída del comunismo, fue Secretario General de la Conferencia de Obispos Checa (1990-1993). En la actualidad es profesor de sociología de la Universidad Carolina de Praga (Departamento de Estudios Religiosos de la Facultad de Artes), capellán de la capilla universitaria y Presidente de la Academia Cristiana Checa (desde 1990). 
Desde 1989, ha impartido clases en varias universidades y pronunciado conferencias científicas internacionales en Europa, en los EE. UU., en Asia, Australia, Canadá y Sur de África. Ha sido profesor visitante en la Universidad de Oxford, en la Universidad de Cambridge y en la Universidad de Harvard. 
Sus libros han sido publicados en 11 idiomas. Ha recibido varios premios de literatura, nacionales e internacionales, por méritos en el diálogo intercultural e interreligioso y méritos en el campo de los derechos humanos y la libertad religiosa, entre ellos el Premio Cardenal König (2003 ) y el Premio Romano Guardini (2010). Su libro La paciencia con Dios recibió el premio al mejor libro de Teología Europea 2009/10, y en los EE. UU. fue nombrado libro del mes en julio de 2010. 
En 1992, el papa Juan Pablo II lo nombró asesor del Consejo Pontificio para el Diálogo con los no Creyentes, y en 2009, el papa Benedicto XVI le concedió el título de Monseñor y Prelado de honor de Su Santidad.
Fue nombrado doctor honoris causa por la Universidad de Oxford en 2016.

## Obras
- Un proyecto de renovación espiritual (Fernando de Valenzuela, trad.). Madrid: Narcea. 1996. ISBN 9788427711747.
- Paciencia con Dios: Cerca de los lejanos (Antonio Rivas González, trad.) [Vzdáleným nablízku]. Barcelona: Herder. 2014. ISBN 9788425433733.
- La tarde del Cristianismo. (Enrique Molina, trad.). Barcelona: Herder. 2023. ISBN 9788425448287.
- Paradojas de la fe en tiempos posoptimistas (Antonio Rivas González, trad.) [Noc zpovědníka]. Barcelona: Herder. 2017. ISBN 9788425434563.